# Friedrich Hoffmann (Jurist)
Friedrich Hoffmann (* 19. Januar 1875 in  Goldberg, Provinz Schlesien; † 7. März 1951 in Lugano) war ein deutscher Verwaltungsjurist. Bekannt wurde er als letzter und dienstältester Kurator der Albertus-Universität.

## Leben
Hoffmann besuchte das  Augustum in Görlitz. Ab dem Sommersemester 1893 studierte er Rechtswissenschaft an der Ruprecht-Karls-Universität Heidelberg. Dort wurde er Mitglied der Verbindung Rupertia, „aus der sehr viele bedeutende hohe Verwaltungsbeamte hervorgingen“. Gern hörte er bei Kuno Fischer. Er wechselte an die Friedrich-Wilhelms-Universität zu Berlin und die  Schlesische Friedrich-Wilhelms-Universität Breslau. Dort bestand er das Referendarexamen mit „gut“. 1896 trat er in den Justizdienst des   Oberlandesgerichts Breslau. 1905 wurde er zum Landrichter in Oppeln ernannt. Am Ende seiner Ausbildungszeit bereiste er England, Russland und Amerika. Als Einjährig-Freiwilliger diente er bei einem Artillerie-Regiment der Preußischen Armee.

### Posen
1906 wurde Hoffmann in die Allgemeine Staatsverwaltung des Königreichs Preußen übernommen, zunächst als Justiziar in der Schulabteilung bei der Regierung in Posen. Im selben Jahr heiratete er Erna Sanio in Posen. Er hatte die schwierige (und gefährliche) Aufgabe, den neuerlichen polnischen Schulstreik beizulegen. Als ihm das gelungen war, wurde er in die Präsidialabteilung versetzt. Dort hatte er sich besonders um die kleinen Städte zu kümmern; die „schwankende Polenpolitik der preußischen Regierung“ machte den unterbezahlten Beamten das Leben schwer. Als Regierungsrat übernahm er 1910 das Kommunaldezernat bei der Regierung in Bromberg. Dort ging es um Enteignungen für die Erweiterung des Bromberger Kanals.
Mit Ausbruch des Ersten Weltkriegs wurde Hoffmann Hauptmann bei der Artillerie. Er kämpfte in der Schlacht um Verdun, wurde 1916 an die Ostfront versetzt und nahm an der Wiedereroberung von Czernowitz teil.
Vom Regierungspräsidenten wurde Hoffmann auf seinen Posten zurückberufen; zugleich war er kommissarischer Landrat des Kreises Wirsitz und stellvertretender Vorsitzender des Landesfleischamts Berlin. Die Reisen zu den drei Dienstorten wurden gegen Kriegsende unmöglich, als die Eisenbahnzüge von Polen beschossen wurden und der Reiseverkehr zum Erliegen kam. Die zu 75 % von Deutschen besiedelte Stadt Bromberg stand im Brennpunkt des Konflikts. Als er nach langwierigen Verhandlungen mit der verkleinerten Grenzmark Posen-Westpreußen endete und die deutschen Behörden abgezogen wurden, wollte Hoffmann sich ganz dem Landesfleischamt widmen. Friedrich v.  Bülow, Überleitungskommissar für die neu einzurichtende Grenzmark Posen-Westpreußen, berief Hoffmann jedoch 1919 als stellvertretenden  Regierungspräsidenten im Regierungsbezirk Schneidemühl im Rang eines Oberregierungsrats.

### Königsberg
Der Königsberger Nachkriegsrektor Adalbert Bezzenberger hatte sich bei der Regierung des Freistaats Preußen für die Förderung der jahrzehntelang vernachlässigten Albertus-Universität Königsberg eingesetzt. So schickte der Kultusminister Carl Heinrich Becker seinen Bundesbruder Hoffmann am 1. Oktober 1922 nach Königsberg. Als erster  hauptamtlicher Kurator unterstand er nicht dem Oberpräsidenten der Provinz Ostpreußen. Mit großem Erfolg verfolgte er das weiter, was von seinem Vorgänger als notwendig empfunden worden war: die bauliche Erweiterung der Universität und die Berufung hervorragender Lehrer.
Dass 1924 die Feier zum 200. Geburtstag von Immanuel Kant zu einer „gewaltigen Kundgebung des deutschen Geisteslebens“ wurde, war nicht zuletzt Hoffmann zu verdanken. Er unterstützte Otto Paetsch, der den Börsenverein des Deutschen Buchhandels für eine große Buchspende gewann. Er initiierte die überaus erfolgreichen „Ost-Semester“; zwischen 1925 und 1930 verdoppelte sich die Königsberger Studentenzahl von 2000 auf 4113. Ein besonderes Verdienst Hoffmanns war der Ausbau der akademischen Verbindungen in die östlichen Nachbarstaaten Ostpreußens, den er vor allem mit Josef Nadler und Hans Rothfels betrieb.
Folgende Universitätsbauten in Königsberg sind Hoffmanns Initiative zu verdanken:
- Erweiterung des Zoologischen und des Geologischen Instituts
- Neubau der Medizinischen Poliklinik
- Erweiterungsbau der Universität mit der neuen Aula
- Umbau des alten Gerichtsgebäudes zu einem Seminargebäude
- Neubau der Anatomie
- Um- und Erweiterungsbau der Palaestra Albertina
- Umbau der alten Anatomie für die Gerichtsmedizin und Rassenbiologie
- Erweiterungsbau der Frauenklinik
- Neubauten auf universitären Außenstellen: Versuchsgut Fräuleinhof, Tierärztliches Institut, Rossittener Institut für Schädlingsforschung, Lawskener Pflanzenbau-Institut

Die Neubauten der großen Universitätskliniken (Chirurgie, Innere Medizin, Gynäkologie) an der Horn-Claas-Straße mussten hinter militärischen Interessen zurückstehen. Die Albertus-Universität dankte Hoffmann mit der Ehrenpromotion zum Dr. phil. h. c. Der Zweite Weltkrieg nahm ihm und seiner Frau zwei Söhne. Kurz nach Hoffmanns 70. Geburtstag begann die Schlacht um Königsberg.

### Göttingen

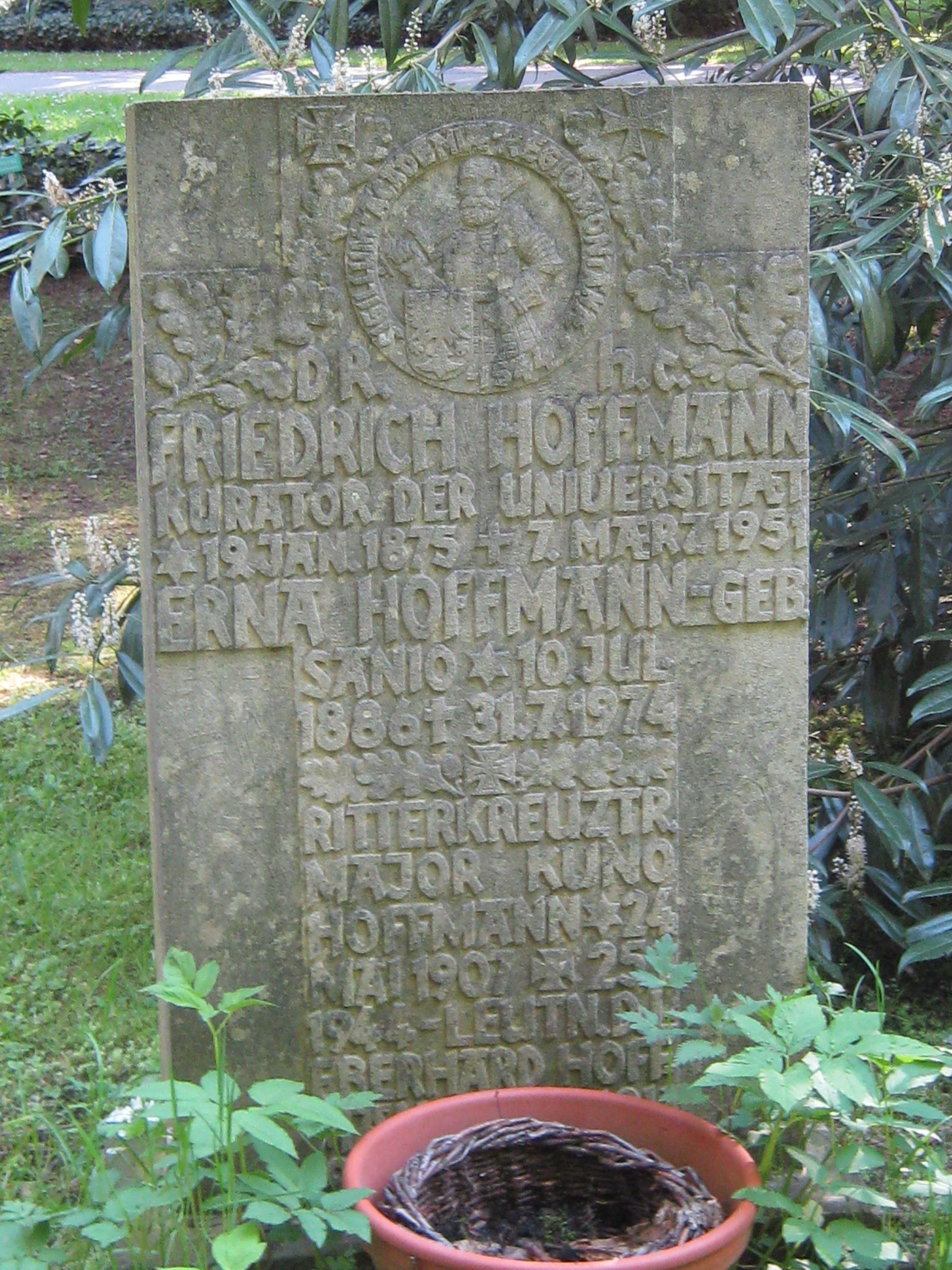
Grab in Göttingen (2013)

In der Nachkriegszeit nach dem Zweiten Weltkrieg in Deutschland richtete Hoffmann zuerst in Flensburg, dann in Göttingen eine Meldestelle für vertriebene Königsberger Hochschullehrer ein. Für sie war er so etwas wie Arbeitsvermittler und Notar. Viele von ihnen kamen an den Universitäten in Kiel, Freiburg, Göttingen und Münster unter. Die Alliierten schätzten die Gutachten des integren Mannes in den Spruchkammerverfahren. Der Literaturwissenschaftler Hans Ernst Schneider konnte sich 1945 mit Hilfe einer Bescheinigung von ihm unter dem falschen Namen „Hans Schwerte“ beim Lübecker Meldeamt anmelden.
Hoffmann sorgte für die Wiederbegründung der Gesellschaft der Freunde Kants (der „Bohnenredner“) in Göttingen und gehörte zu den Gründern des Göttinger Arbeitskreises, dem er bis zu seinem Tode vorstand. Er begründete das Jahrbuch der Albertus-Universität zu Königsberg i. Pr., dessen erster Band 1951 erschien.
Kurz nach seinem 76. Geburtstag starb Hoffmann bei seiner Schwester in Lugano. Begraben ist er auf dem Stadtfriedhof (Göttingen).

## Ehrungen
- Dr. phil. h. c. der Albertus-Universität Königsberg
- Ehrensenator der  Technischen Hochschule Danzig
- Ehrenbürger der Georg-August-Universität Göttingen[1]
- Ehrenmitglied der Gesellschaft der Freunde Kants